# Terellia virpana
Terellia virpana är en tvåvingeart som beskrevs av Dirlbek 1980. Terellia virpana ingår i släktet Terellia och familjen borrflugor.
Artens utbredningsområde är Iran. Inga underarter finns listade i Catalogue of Life.